# Orodès III
Orodès III est un roi des Parthes de la dynastie des Arsacides ayant régné de 4 à 8 ap. J.-C.
Selon l'historien juif Josèphe, c'est un usurpateur, fils illégitime ou cousin (?) de Phraatès IV qui est tué à la chasse après quatre ans de règne à cause de son autoritarisme. Après sa mort Vononès Ier réoccupe brièvement le trône mais il doit faire face à Artaban II qui l'évince.